# Пиринда
 Пиринда  — деревня в Яранском районе Кировской области в составе Кугальского сельского поселения.

## География
Расположена на расстоянии примерно 10 км по прямой на северо-запад от города Яранск.

## История
Известна с 1891 года, в 1905 здесь (починок Швецов или Пиринда) дворов 8 и жителей 110, в 1926 (Швецово или Пиринда) 12 и 91, в 1950 16 и 70, в 1989 не было учтено постоянных жителей .

## Население
Постоянное население составляло 11 человек (русские 91%) в 2002 году, 12 в 2010.